# Francisco Passos
Francisco Modesto dos Passos (Ribeirópolis, 19 de janeiro de 1926 - 31 de julho de 2013) foi um empresário e político brasileiro filiado ao Democratas (ex-PFL). Os principais destaques de sua carreira na vida pública foram seus mandatos como deputado estadual por Sergipe e prefeito de Ribeirópolis.
Descendente de portugueses, nasceu no povoado Saco do Ribeiro, então pertencente ao município de Itabaiana e que posteriormente tornou-se Ribeirópolis. Filho de Maria José Passos e José Antônio dos Passos, passou a infância e início da adolescência em sua terra natal onde a família era dona de uma indústria de beneficiamento de algodão. Aos 15 anos mudou-se para São Paulo, onde viveu por três anos. Aos 18 anos retornou ao nordeste e passou a auxiliar seu irmão mais velho, Josué Passos, na administração dos negócios da família.
Em 30 de julho de 1949, aos 23 anos, casou-se com Maria de Lourdes Celestina Gama, oriunda de Cícero Dantas, Bahia. Esta passou a chamar Maria de Lourdes Passos. Com esta formou família, tendo 5 filhos: Maria José Passos Neta, Antônio Passos Sobrinho, Paulo Modesto dos Passos, Maria Lúcia Passos e Maria Luísa Passos.
É irmão do avô do eminente jurista sergipano Lucas Santos Passos, formado em Direito pela Universidade Federal de Sergipe.
Na década de 1950 iniciou sua vida pública, tendo exercido dois mandatos de prefeito de Ribeirópolis e oito mandatos consecutivos como Deputado Estadual por Sergipe, sendo presidente da Assembleia Legislativa de Sergipe por dois biênios. Em 1994 deixou de concorrer a eleições, tendo deixado seu filho Antônio Passos como seu sucessor político.
Conhecido pela retidão da palavra e do compromisso firmado, era considerado o último dos coronéis de Sergipe. Em uma entrevista disse: ”Nem sempre gostam do que penso e do que faço seguindo o meu pensamento que tem muito a ver com o do meu irmão Josué, que era como um pai para mim. Venho do tempo em que o que era dito era honrado, coisa de homem de peia valia mais que papel assinado. Toda minha vida foi assim, negociando com algodão ou trabalhando para o povo na política eu sempre procurei agir com muita seriedade...agora, se muitos dos meus de partido discordam que procurem um outro que não seja o Chico Passos de Ribeirópolis”
Faleceu no dia 31 de julho de 2013 em Aracaju devido a complicações após um infarto sofrido três dias antes. Foi velado na Assembleia Legislativa de Sergipe e sepultado em Ribeirópolis no dia seguinte, onde foi decretado luto oficial de três dias. Chico Passos, como era mais conhecido, deixou cinco filhos, quinze netos e nove bisnetos.